# Svetlaya Polyana
Svetlaya Polyana (ryska: Светлая Поляна) är en ort i Kirgizistan.   Den ligger i oblastet Ysyk-Köl Oblusu, i den östra delen av landet, 290 km öster om huvudstaden Bisjkek. Svetlaya Polyana ligger 1 837 meter över havet och antalet invånare är 2 185.
Terrängen runt Svetlaya Polyana är huvudsakligen kuperad, men västerut är den platt. Runt Svetlaya Polyana är det mycket glesbefolkat, med 6 invånare per kvadratkilometer. Närmaste större samhälle är Pokrovka, 5,1 km väster om Svetlaya Polyana. Trakten runt Svetlaya Polyana består i huvudsak av gräsmarker.